# Sant Feliu de Guíxols
Sant Feliu de Guíxols est une commune de la comarque de Baix Empordà dans la province de Gérone en Catalogne (Espagne).

## Géographie

### Situation

#### Localisation
La ville de Sant Feliu de Guíxols est au centre de la Costa Brava, entre les municipalités de Castell-Platja d'Aro et Santa Cristina d'Aro. Elle se situe à 34 km de Girone et à 105 km de Barcelone.

#### Climat
Son climat est méditerranéen et les températures sont douces toute l'année.

#### Voies de communications et transports
Le principal accès à la ville se fait par la route. La route C-65 permet la liaison à la voie C-31 pour se connecter à l'Autoroute espagnole AP-7, l'axe principal de Catalogne. Également, la route C-253 facilite la communication avec les villes voisines, comme s'Agaró, Platja d'Aro o Palamós, de la même manière que la GI-682 connecte Sant Feliu avec Tossa de Mar.
Sant Feliu de Guíxols possède un des plus gros ports de la Costa Brava ce qui en fait le plus gros port de plaisance qui peut y accueillir des yacht de luxe. On y trouve 2 club nautiques et un port de pêche.
Par le passé, la ville et le port étaient desservis par une voie de chemin de fer aujourd'hui fermée (Girona - Sant Feliu de Guíxols). C'est aujourd'hui une piste cyclable.

## Toponymie
Selon Joan Coromines, en Ibérique, la localité se nommait és Kuiksalos. De là, par dérivation : Jecsalis, Guessalis, Guissalis et, finalement, l'actuel Guíxols.
La vocation du monastère à saint Félix l'Africain, vers l'an 940, a conduit à compléter le nom du lieu avec celui du saint.

## Politique et administration

### Liste des maires
- 1874 - 1876 Joan Casas i Arxer
- 1891 - 1894 Joan Casas i Arxer
- 1947 - 1960 Robert Pallí i Rovira
- 1979 - 1980 Manuel Monfort (PSC-PSOE)
- 1980 - 1990 Josep Vicente Romà (PSC-PSOE)
- 1990 - 1999 Antoni Juanals (PSC-PSOE)
- 1999 - 2004 Joan-Alfons Albó (CiU)
- 2004 - 2007 Miquel Lobato (CiU)
- 2007 - 2010 Pere Albó i Marlés (PSC-PSOE)
- 2010 - 2011 Carles Motas (TPSF)
- 2011 Joan-Alfons Albó (CiU)

## Population et société

### Démographie
En 2012, Sant Feliu de Guíxols est la 60e commune la plus peuplée de Catalogne.

### Enseignement
- Escola Ardenya
- Escola L'Estació
- Escola Gaziel
- Institut Sant Elm
- Institut de Sant Feliu de Guíxols

### Manifestations culturelles et festivités
- Festival de la Porta Ferrada[1]
- Carnaval
- Festa Major du 1er au 4 août
- Concours Ganxotapes

### Santé
Centre d'atenció primària (CAP)

### Sports
- Football: Ateneu Deportiu Guíxols, Club de Futbol de Vilartagues, Escola de Futbol de Sant Feliu, Club Futbol Sala Sant Feliu de Guíxols
- Basket-Ball: CB Sant Feliu
- Tennis: Club Tennis Guíxols
- Natation, Triathlon: Club Aquàtic Xaloc
- Cyclisme: Bicis Tope, Sport Ciclista Guíxols
- Pétanque: Club de Petanca Vilartagues
- Randonnée: Centre Excursionista Montclar
- Arts Martiaux: Club Taekwondo A Punt, Nihon Kobudo

## Culture locale et patrimoine

### Musées
- Espai Carmen Thyssen[2]
- Museu de la joguina

### Lieux et monuments
- Ermita de Sant Elm
- Nou casino La constancia "Casino dels nois"
- La casa Patxot
- La porta ferrada
- Arc de Sant Benet
- El monastir, monastère bénédictin, construit du Xe siècle au XIe siècle et remanié plusieurs fois, il abrite aujourd'hui le musée d'art et d'histoire de la ville ;
- Pedralata, pierre basculante la plus grande d'Europe.

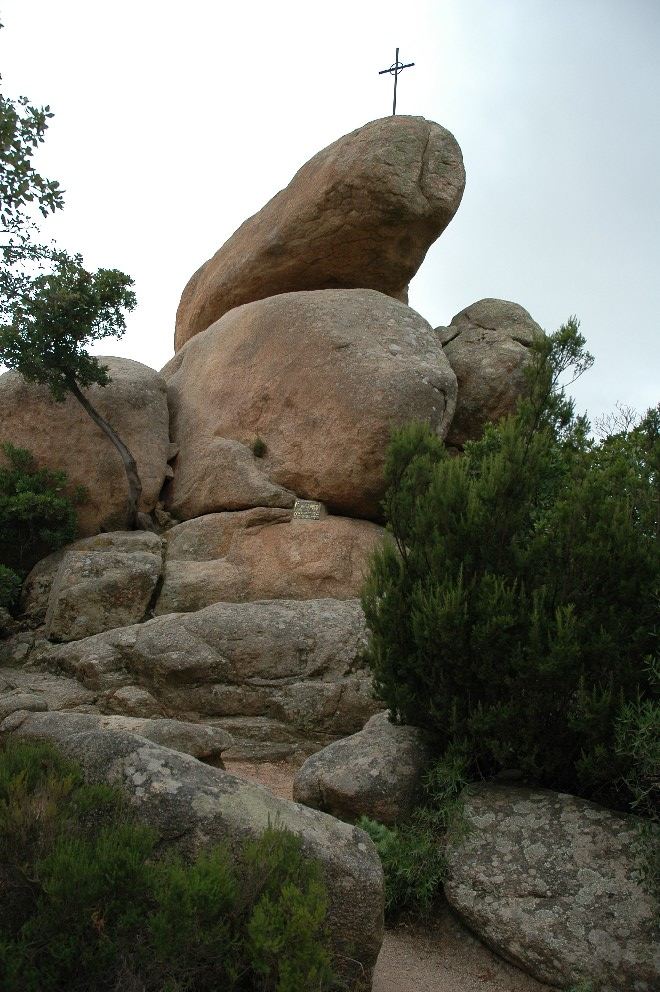
La pierre basculante.
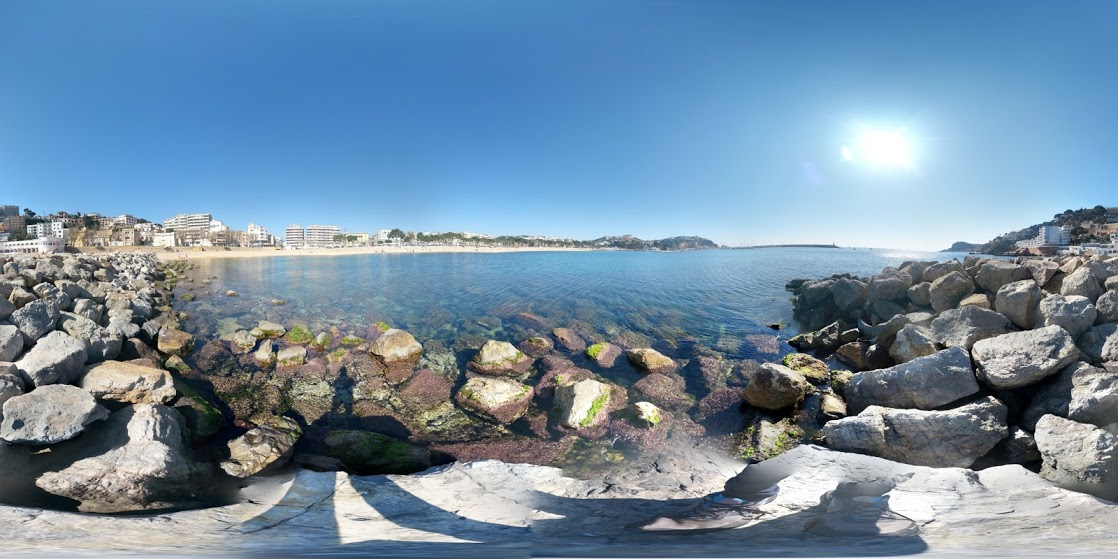
Vue panoramique de la plage.
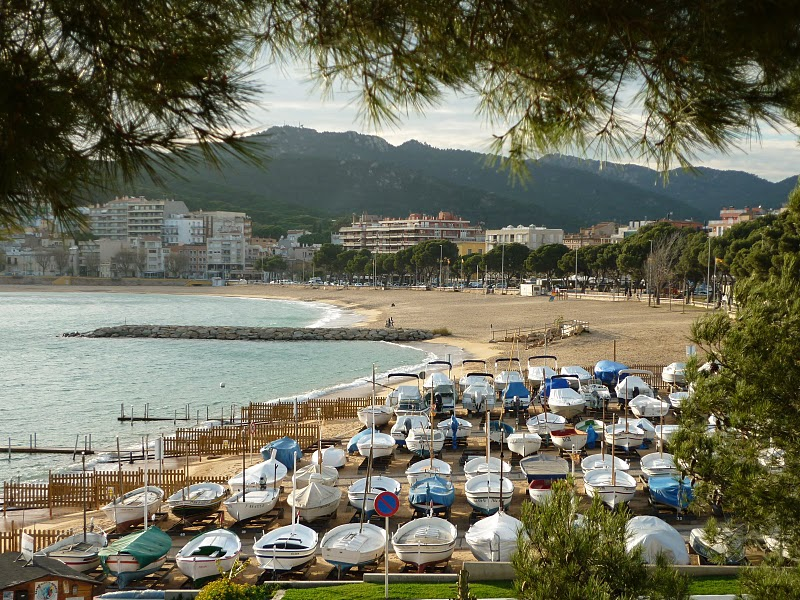
Baie de Sant Feliu.
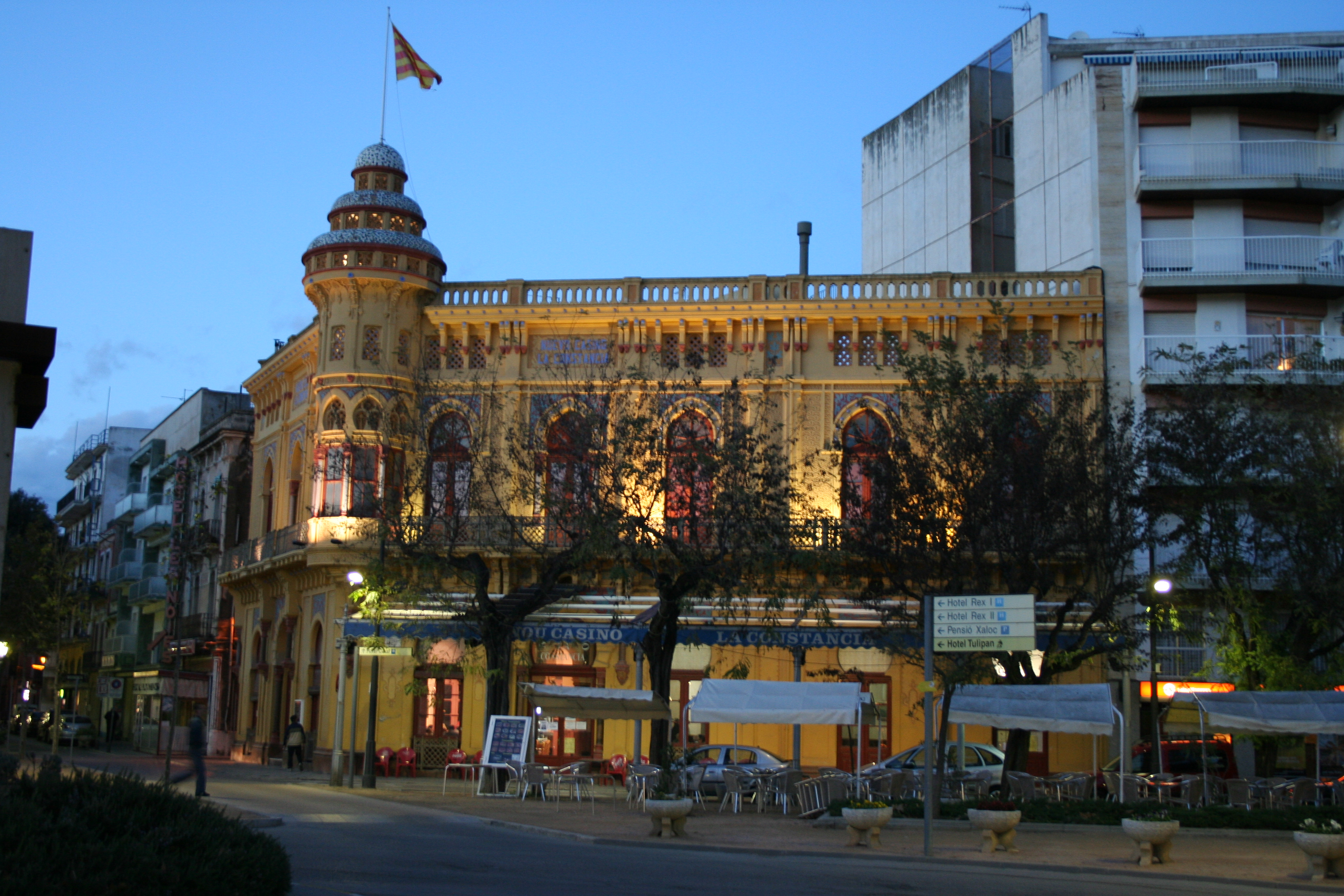
Casino.
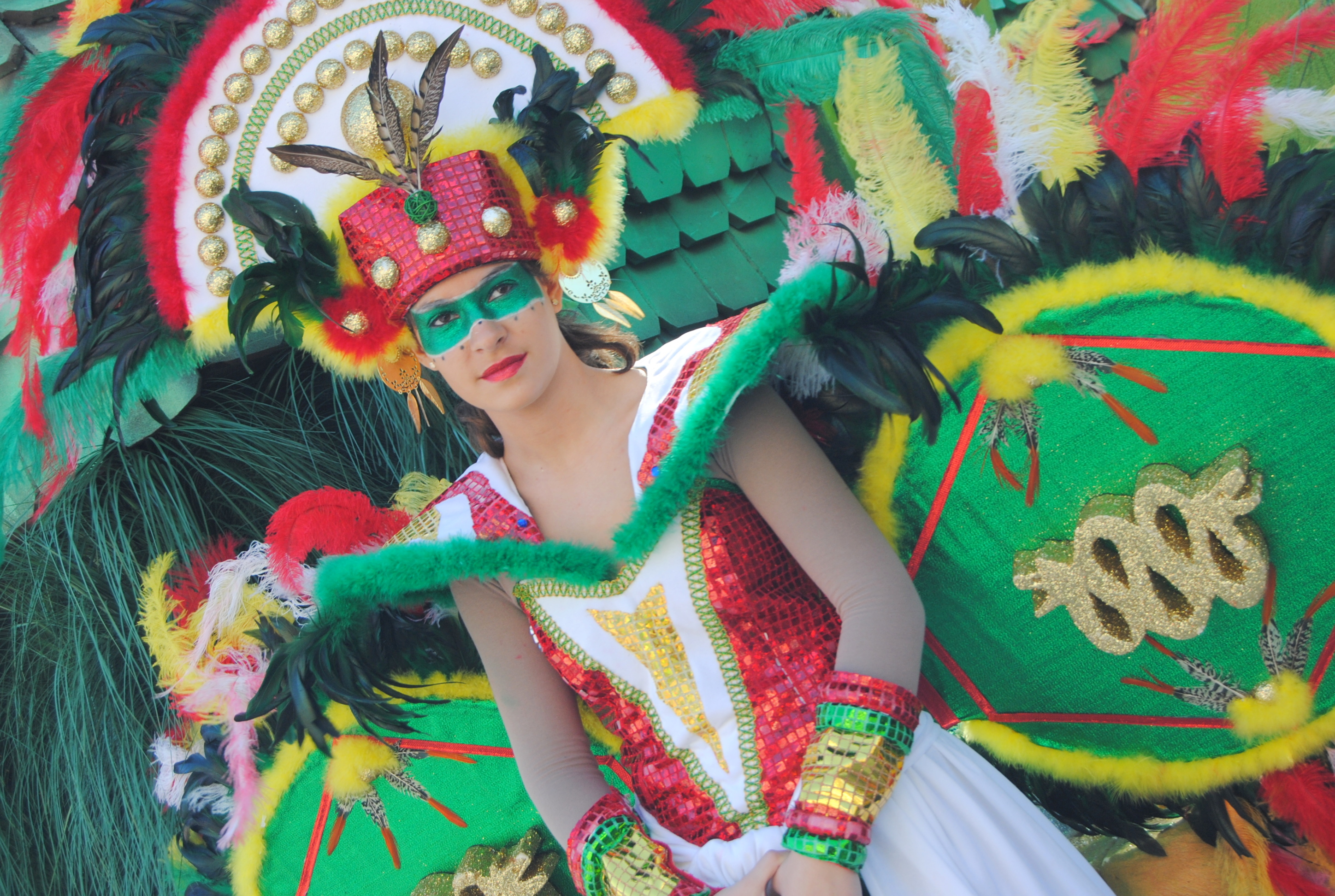
Carnaval 2010.

### Personnalités liées à la commune
- Josep Irla i Bosch (1876-1958) : homme politique, président de la Généralité de Catalogne de 1940 à 1954.
- Hans Heinrich von Thyssen Bornemisza (1921-2002) : industriel néerlandais et collectionneur d'art mort à Sant Feliu ;
- Carmen Cervera (1943-)
- Marc Crosas (1988-) : footballeur né à Sant Feliu.
- Conrad Portas (1901-1987), footballeur espagnol

## Jumelages
- Bourg-de-Péage, France
- East Grinstead, Royaume-Uni
- Mindelheim, Allemagne
- Nueva Trinidad, El Salvador
- Schwaz, Autriche
- Verbania, Italie